# Chrysopodes jaffuelinus
Chrysopodes jaffuelinus är en insektsart som först beskrevs av Luisa Eugenia Navas 1918.  Chrysopodes jaffuelinus ingår i släktet Chrysopodes och familjen guldögonsländor. Inga underarter finns listade i Catalogue of Life.